# Свећа
Свећа (ијек. свијећа) предмет је ваљкастог облика, изливен од воска или неке друге масне материје, кроз кога је провучен фитиљ. Служи као извор светлости, а своју функцију остварује пламеном који настаје сагоревањем фитиља. Тело свеће, које окружује фитиљ, има за сврху да успори његово сагоревање.
Свеће се користе за осветљавање и у церемонијалне сврхе. Особа која прави свеће је традиционално позната као свећар. Разни уређаји су изумљени за држање свећа, од једноставних држача свећа који могу да стоје на столу, до сложених лустера.
Како се гориво (восак) топи и сагорева, свећа постаје краћа. Делови фитиља који не емитују испарено гориво троше се у пламену. Спаљивање фитиља ограничава дужину изложеног дела фитиља, чиме се одржава константна температура сагоревања и брзина потрошње горива. Неки фитиљи захтевају редовно подрезивање маказама (или специјализованим тримером за фитиљ), обично до око једне четвртине инча (~0,7 cm), да би се промовисало спорије, стабилно горење, а такође и да би се спречило пушење. У 20. веку су се за ову сврху производиле специјалне маказе за свеће и често су комбиноване са апаратом за гашење. У модерним свећама, фитиљ је конструисан тако да се савија док гори. Ово осигурава да крај фитиља добије кисеоник, а затим га конзумира ватра — самоподрезујући фитиљ.

## Историјат свећа
По проценама, свеће су откривене пре 5.000 година. Већ у то време су се на Блиском истоку користиле свеће. Међутим, оне нису нимало личиле на свеће које се данас користе. Тадашње свеће су се правиле од трске, конопље или сена, које је било натопљено смолом или машћу.

### Ране свеће
Римљани се узимају за прве проналазаче и кориснике ране свеће. Старе свеће су се састојале од уроланог папируса, који је био умакан у угрејани лој или восак. Те свеће су се користиле да осветљавају домове, да помогну путницима током ноћних путовања, и у религијским церемонијама.
Старе кинеске свеће су се правиле у калупима који су се састојали од папирних цеви. Фитиљ је био прављен од уваљаног пиринчаног папира, а за восак је коришћена комбинација инсеката и зрневља. Јапанци су свеће правили од воска који је вађен из ораха, док је у Индији восак прављен од прокључалог цимета.
Свеће су још у давној прошлости биле коришћене за разне религијске и церемонијалне сврхе. Ханука, стари јеврејски празник, који датира још 165 година пре нове ере, је од почетка користио свеће као један од централних елемената церемоније.

### Свеће усредњем веку
Највише старих западних култура је користило свеће направљене од животињског лоја. Велика промена је настала када су у Европи почеле да се користе воштане свеће.. Оне су гореле много дуже и стварале су јаче и чистије светло. Уз све то, стварале су много пријатнији мирис од свећа направљених од лоја. Воштане свеће су се углавном користиле у црквеним церемонијама. Пошто су биле скупе, углавном си их користили богатији слојеви друштва, док су лојеве свеће биле најчешће коришћене до XIII века. Тада је производња свећа подигнута на виши ниво, и постала је много распрострањенија.
На Блиском истоку, током Абасидског и Фатимидског калифата, пчелињи восак је био доминантан материјал који се користио за прављење свећа. Пчелињи восак се често увозио са великих удаљености; на пример, произвођачи свећа из Египта користили су пчелињи восак из Туниса. Као и у Европи, ове свеће су биле прилично скупе, а већина људи је уместо њих користила уљане лампе. Елите су, међутим, могле да приуште да потроше велике суме на скупе свеће. На пример, абасидски калиф eл-Мутавакил трошио је 1,2 милиона сребрних дирхама годишње на свеће за своје краљевске палате.

### Напредак током19. века
Највише унапређења у производњи савремених свећа је направљено у XIX веку. Током двадесетих година XIX века, француски хемичар Мишел Еуген Шеврул је открио како да извади стеаринске киселине из киселина животињске масти. Ово је довело до развоја стеаринског воска, који је био тврђи, издржљивији и горео је чистије. Стеаринске свеће су и данас у широкој употреби.
Парафински восак је откривен педесетих година XIX века, пошто су хемичари открили како да ефикасно одвоје и прераде природну супстанцу воска која се налазила у петролеју. Парафин је био нешто најбоље што се догодило током развоја свећа јер је горео бело, дуже него друге свеће, и није имао мирис. Такође је био најекономичнији од свих материјала за производњу свећа. Једина мана парафина је била ниска тачка топљења. Овај проблем је решен тако што је додата стврднута стеаринска киселина, која је почела масовније да се користи. Од открића сијалице 1879. године, производња свећа је почела да опада.

### Свеће у20. веку
Производња и употреба свећа је повећана у првој половини XX века, зато што је велики раст индустрије нафте и меса довео до повећања цена нуспродукта који су постали саставни део свећа - парафина и стеаринске киселине. Популарност свећа се није много мењала све до средине осамдесетих година XX века, када су свеће постале веома популарне као декоративни предмети, и као предмети за подизање расположења. Одједном су свеће биле доступне у најразличитијим облицима и бојама. Такође, свећама су додавани разни ароматични мириси, што је нарочито утицало на раст њихове популарности.
Током деведесетих година се догодио незапамћен раст популарности свећа. Први пут после више од једног века, коришћене су нове врсте воска. У Европи се користио палмин восак, који је мекше горео од парафнсиког воска. У САД почео је да се користи сојин восак.

### Данашње свеће
Прошло је много времена од прве употребе свеће. Иако нису више главни извор светлости, њихова популарност и употреба се повећава. Данас свеће представљају славља, романтику, опуштају чула, одређују церемонију и стављају акценат на кућни декор.

## Технологија производње свећа

### Сировине за производњу свећа
У основи, свећа се састоји из два дела: из фитиља и тела свеће. Тело свеће се састоји од макар једне горуће масе, или комбинација неколико различитих маса. Зависно од типа свеће, додатни елементи, као што су боје, лакови или мириси могу бити додати.
Фитиљ се углавном прави од предива. Од врсте предива и његове хемијске обраде, зависи и способност фитиља да упија топлоту. Најзаступљенији је фитиљ од памука. Тело свеће се углавном прави од парафина, масти, пчелињег воска или стеарина. Доступни су и воскови на биљној бази као што су сојин восак, палмин восак, кокосов восак који су због њихове ниске тачке топљења заступљени у производњи свећа у посудама.

### Начини производње свећа
Основне методе за производњу свећа су:
- Притискање - овај вид производње користи технологију преса. На овај начин се производе свеће за лустере и за високе свећњаке.
- „Цртање“ - током „цртања“, фитиљ се провлачи кроз масу истопљеног воска која се слеже око фитиља. Овај процес се понавља све док се не сложи довољно слојева да би се остварила одговарајућа чврстина свеће. Свеће направљене на овај начин веома дуго трају и имају леп пламен.
- Ливљење - ливљење је најстарији начин за производњу свећа. Једино што је потребно је облик свеће. У већ одређен облик се ставља фитиљ, који се затим прелива топљеним воском. Овај вид производње се најчешће користи при производњи свећа специфичног облика.
- Потапање - потапање је метод при ком се фитиљ потапа у истопљени восак, све док се не добије одговарајућа величина свеће.
- Изливање у посудама - најједноставнији начин израде свећа. У стаклену или металну посуду се причврсти фитиљ и налије растопљени восак. Користе се воскови ниже тачке топљења.